# العبابيد (مسلسل)
العبابيد مسلسل سوري من إنتاج التلفزيون العربي السوري عام 1997، وهو يتحدث عن مملكة تدمر العريقة والتقاليد القديمة التي كانت تعيش في الضواحي والمزارع المجاورة لمدينة تدمر.

## العبابيد
المسلسل تراجيدي يستعرض فيه مواضيع عديدة في ظل حكم ملكة الملكات زنوبيا ويتعرض للطبقات الاجتماعية والسادة والاشراف والكهنة والعمال ويعرض بعض من العادات كان سائد عن المرأة التي تنتمي إلى عائلة الاشراف والتقاليد والاعراف السائدة في ذلك الزمان، وأنواع مثل زواج النحب. وزواج النحب يعني أن يوضع الرجل الذي رفضت المرأة الزواج منه تحت حائط مسامير منزلق، حيث يقوم الكاهن في المعبد بسؤال المرأة عما إذا ما كانت راغبة في الزواج من الرجل، فإذا ما زالت مصرة على رأيها يقتل على الفور، إلا أنها توقفت في عهد حكم الملكة زنوبيا ويتعرض المسلسل لأحداث في تلك الفترة الزمنية، ويوضح ثراء وعظمة مملكة تدمر وتجارتها ومدى أهمية المملكة في عهد زنوبيا .

### إنتاج
- إنتاج مشترك بين التلفزيون العربي السوري وتلفزيون دبي

### إخراج
- بسام الملا

### تمثيل
- رغدة بدور الملكة زنوبيا.
- منى واصف بدور كمرا
- عبد الرحمن آل رشي بدور الإمبراطور أوريليان.
- أسعد فضة بدور المنذر
- سلوم حداد ايلابيل التدمري
- مي سكاف بدور تيما
- هاني الروماني بدور الكاهن نمتار
- رشيد عساف بدور مالكو
- صباح الجزائري بدور نرجس
- هالة شوكت بدور أم مالكو
- ليلي جبر بدور تالة
- محمود جركس بدور الزيد
- حاتم علي بدور مقيمو
- كاريس بشار بدور أناغيم
- سمر كوكش بدور نجدة
- نضال سيجري بدور دويد
- ماهر صليبي بدور يمليكو
- عدنان بركات
- عبدالحكيم قطيفان بدور زباي قائد الحامية
- فايق عرقسوسي بدور زبدا قائد الجيش
- عابد فهد

### الموسيقى التصويرية
- سعد الحسيني[2]